# Coletinia majorensis
Coletinia majorensis es una especie de insecto zigentomo cavernícola de la familia Nicoletiidae. Es endémica de la isla de Fuerteventura (España).